# Paraconger caudilimbatus
Paraconger caudilimbatus är en fiskart som först beskrevs av Poey, 1867.  Paraconger caudilimbatus ingår i släktet Paraconger och familjen havsålar. Inga underarter finns listade i Catalogue of Life.